# 加藤武
加藤 武（かとう たけし、1929年〈昭和4年〉5月24日 - 2015年〈平成27年〉7月31日）は、日本の男性俳優、声優。文学座前代表。東京市京橋区（現：東京都中央区）出身。早稲田大学英文科卒業。俳号は「阿吽」。

## 来歴
築地で仲卸業を営む家に生まれる。祖母は十五代目市村羽左衛門の贔屓、両親共に清元節を嗜み、姉は舞踊をやっていた。中央区立泰明小学校、麻布中学校、早稲田大学高等学院卒業。小沢昭一・フランキー堺・仲谷昇・大西信行・なだいなだ・内藤法美は麻布中学校の同級生だった。幼少期より歌舞伎を愛好し、学校を早退してまで歌舞伎座に通っており俳優に憧れていた。
早稲田大学では演劇研究会に入り、ここで映画監督の今村昌平・俳優の北村和夫らと知り合う。小沢、大西らと学生劇場に参加。やがて今村昌平から脱退を進められ、小沢、大西、北村和夫、岩村久雄、沼田幸二らとオスカーというグループを結成した。
卒業後、地方公務員として新宿区立大久保中学校教諭の職に就き英語を教えるも俳優への道を諦めきれず、1952年、辞職して先に北村が入団していた文学座研究所に入る。早大の同級・北村和夫とともに文学座の看板女優・杉村春子に芸をたたき込まれた。この頃に演芸評論家・作家である正岡容に出会い、小沢や落語家・桂米朝、作家・都筑道夫らと共に歌舞伎と芸のいろはを学ぶ。同年の『狐憑』が初舞台となる。1959年に正式に座員となり、『美しきものの伝説』『富島松五郎伝』などの舞台に出演した。1974年に盟友の小沢昭一や山口崇、永六輔らと芸能座を結成した。しかし、1980年に解散し、文学座に戻った。1985年には吉永仁郎原作の『芝居 月もおぼろに』を演出した。
映画には1953年の今井正監督『にごりえ』に端役で出演したことから始まり、翌年の黒澤明監督『七人の侍』では町を歩く侍役でノンクレジット出演している。1957年の『蜘蛛巣城』における都築警護の武士役や『隠し砦の三悪人』の冒頭部分で壮絶な死にざまを見せた落武者、『悪い奴ほどよく眠る』の主人公の相棒・板倉役など計8作の黒澤作品に出演した。ほか『仁義なき戦い』シリーズの優柔不断な親分・打本昇役でも知られる。
『犬神家の一族 (1976年の映画)』『悪魔の手毬唄』をはじめとする金田一耕助シリーズでは役名が毎回異なるものの、粉薬が手放せず、イチイチ大仰な身振りで「よしっ! 分かった!」と手をポンと叩きながら早合点を繰りかえす警察幹部を好演し、野村證券のCMでも使用された。
市川崑や黒澤、浦山桐郎、今村昌平らから重用された。14本に出演した市川作品では、別に駆け出し時代の1954年に『女性に関する十二章』でナレーターを務めている（ノンクレジット）が、20年以上経って『犬神家の一族』に顔出しで初出演した際は、市川が覚えてなかったという。
テレビドラマでは1970年代にNHKで放映された『警部マクロード』の上司役でのアテレコ、時代劇では『真田太平記』の本多忠勝、『風林火山』の諸角虎定など、歴史上の人物を演じている。
1976年10月から1977年3月まで、TBSラジオのナイターオフ番組『山田二郎ワイドで勝負!90分』の番組内にて『加藤武のラジオ国語辞典』と題するラジオ番組のディスクジョッキーを担当していたこともあった。
映画『釣りバカ日誌』では主人公・浜崎伝助の務める鈴木建設の秋山鉄蔵専務役、リメイク版『日本沈没』では地球物理学学者に扮したほか、2006年に映画『犬神家の一族』が30年ぶりにリメイクされた際には、オリジナル版と同じ役で再登場。バラエティ番組『ウッチャンナンチャンのやるならやらねば!』（フジテレビ系）の1コーナー「クイズよしっ分かった!」のモデルとなり、レギュラー出演もしていた。
晩年も文学座の俳優として舞台で活動するほか、海外ドラマやアニメへの声優としての出演作も多数あり、また徳川夢声以来となる吉川英治の『宮本武蔵』の朗読にも取組んでいた。
2010年に戌井市郎が死去した後に文学座代表代行に就任、2015年5月に正式に文学座代表に就任していたが、同年7月31日、スポーツジムのサウナで、心疾患の発作を引き起こした後倒れ、搬送先の東京都内の病院にて死亡が確認された。86歳没。葬儀は密葬で行われた。戒名は「無相院阿吽演武居士（むそういんあうんえんぶこじ）」と、道号には俳号であった「阿吽」が使われている。
主演予定だった舞台『すててこてこてこ』は、坂部文昭が代役を務め、「加藤武追悼公演」として公演された。
2015年10月5日、江守徹を発起人として劇団葬が執り行われた。加藤亡き後の文学座代表には江守徹が2016年に就任した。
甥に、アマチュアトランペッターの加藤晋一がいる。

## 人物
俳句をたしなみ、エッセイ執筆などもこなす器用な人物だが、自分の半生や戦前の下町の様子などを語る場合には、話の枕として生まれた「小田原町」が必ず出てくる。1966年に「築地」への町名変更されて存在しない地名のため、小田原市と混同されるが、築地明石町や小田原町は電信や郵便といった明治の文明開化が上陸した最初の地であるため、江戸人は強いプライドを持っていたらしい。
「阿吽」の俳号を名乗る俳人でもあり、江國滋、小沢昭一、3代目桂米朝らと共に東京やなぎ句会の同人でもあった。

## 出演

### 映画

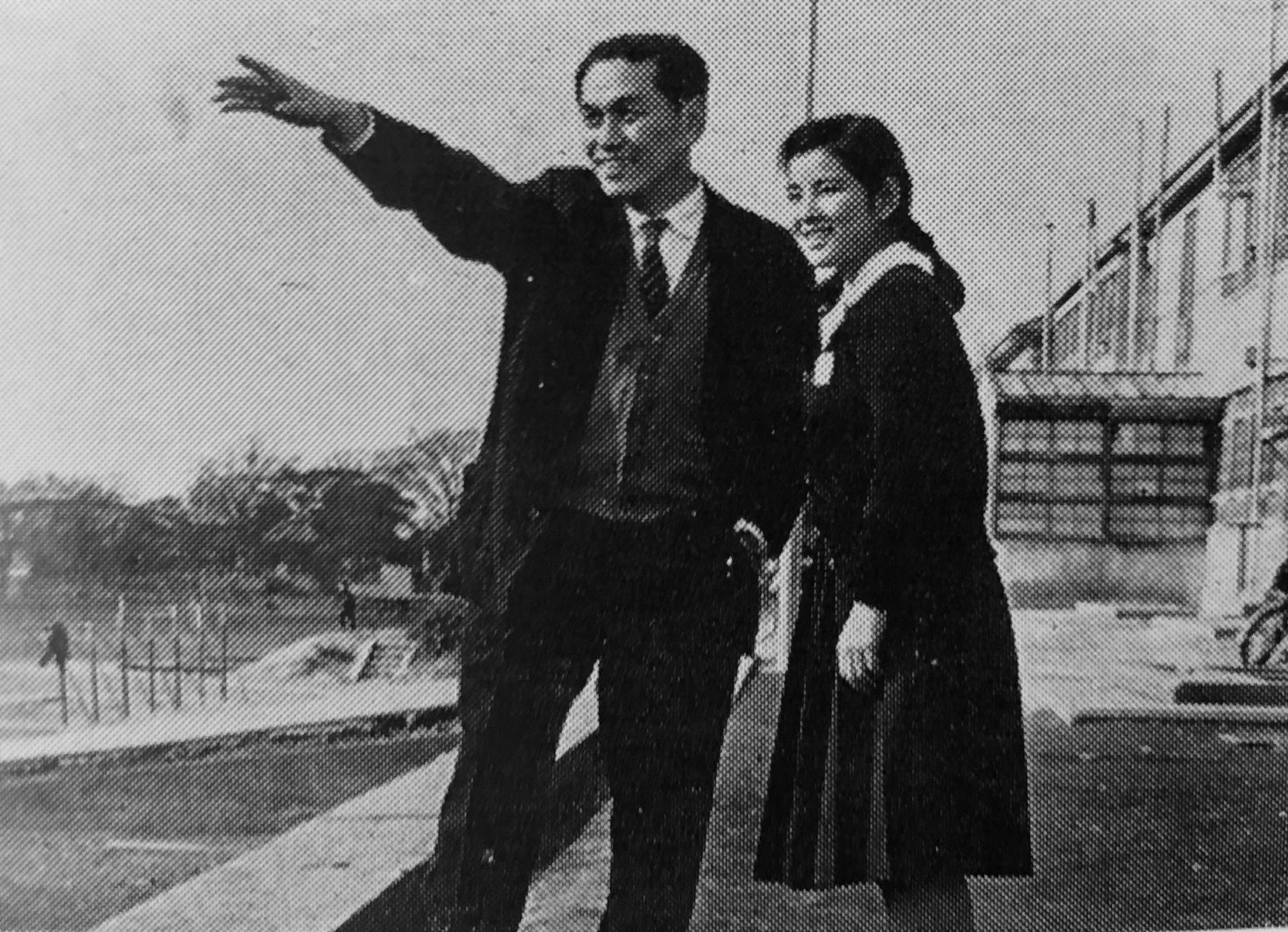
『キューポラのある街』（1962年）

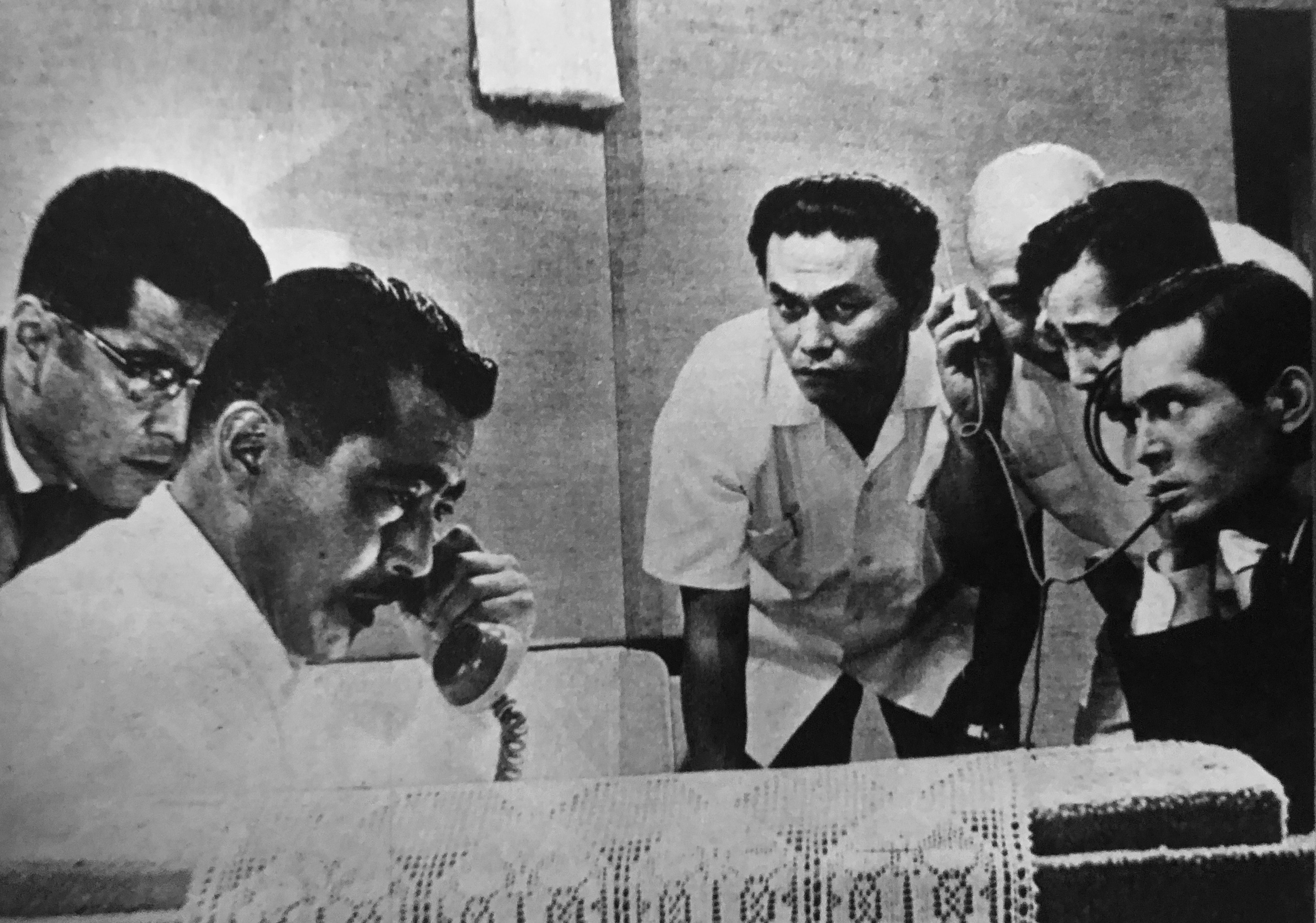
『天国と地獄』（1963年）

- にごりえ（1953年、文学座）- 地廻り[注釈 3]
- 七人の侍（1954年、東宝）- 浪人[注釈 4]
- 愛のお荷物（1955年、日活）- 解説
- 心に花の咲く日まで（1955年、大映、文学座）- 夏目
- 蜘蛛巣城（1957年、東宝）- 都築警護の武士
- どん底（1957年、東宝）- 役人[注釈 3]
- 幕末太陽傳（1957年、日活）- ナレーション[注釈 3]
- 女殺し油地獄（1957年、東宝）- 同心
- 果てしなき欲望（1958年、日活）- 山本
- 隠し砦の三悪人（1958年、東宝）- 落武者
- グラマ島の誘惑（1959年、東京映画）- 赤井八郎左衛門
- 暗夜行路（1959年、東宝）- 京都の医者
- 貸間あり（1959年、東京映画）- 小松
- 悪い奴ほどよく眠る（1960年、東宝）- 板倉
- 用心棒（1961年、東宝）- 無宿者の瘤八
- 名もなく貧しく美しく（1961年、東宝）- 校長
- 豚と軍艦（1961年、日活）- 大八
- 別れて生きるときも（1961年、東宝）- 警察の主任
- 海の勝負師（1961年、日活）- 千代松
- ノサップの銃（1961年、日活）- 丁半の辰
- 百万弗を叩き出せ（1961年、日活）- 伊庭組社長
- 男と男の生きる街（1962年、日活）- 北川始
- 気まぐれ渡世（1962年、日活）- 宮永捜査一課長
- キューポラのある街（1962年、日活）- 野田先生
- 夢で逢いましょ（1962年、東宝）- 勝田大吾
- 放浪記（1962年、東京映画）- 上野山
- 青べか物語（1962年、東宝）- わに久
- 当りや大将（1962年、日活）- あばはんの兄
- 天国と地獄（1963年、東宝）- 中尾刑事
- 新選組血風録 近藤勇（1963年、東映）- 土方歳三
- 海軍（1963年、東映東京）- 下畑兵曹
- 競輪上人行状記（1963年、日活）- 色川
- 母（1963年、近代映画協会）- 敏郎
- 月曜日のユカ（1964年、日活）- パパ
- 竜虎一代（1964年、東映）- 三杉誠
- くノ一化粧（1964年、東映）
- 座頭市二段斬り（1965年、大映）- 門倉小平太
- にっぽん泥棒物語（1965年、東映）- 田村検事
- 怪談せむし男（1965年、東映）- 宗方圭介
- 股旅 三人やくざ（1965年、東映）- 鬼の半兵衛
- ひき逃げ（1966年、東宝）- 取調官
- 白い巨塔（1966年、大映）- 野坂教授
- 殺るかやられるか（1966年、日活）- 堀内医師
- けんかえれじい（1966年、日活）- マンモス先生
- 東宝8.15シリーズ（東宝）
  - 日本のいちばん長い日（1967年）- 迫水久常内閣書記官長
  - 日本海大海戦（1969年）- 加藤大佐[15]
  - 海軍特別年少兵（1972年）- 林弥吉
- さそり（1967年、松竹）
- 闇を裂く一発（1968年、大映）
- 黒部の太陽（1968年、日活）- 国木田
- 私が棄てた女（1969年、日活）- 森田八郎
- 富士山頂（1970年、石原プロ）- 山中
- 銭ゲバ（1970年、東宝）- 蒲郡兼三
- サマー・ソルジャー（1972年、勅使河原プロ）- 運転手
- 仁義なき戦いシリーズ（東映）- 打本昇
  - 仁義なき戦い 代理戦争（1973年）
  - 仁義なき戦い 頂上作戦（1974年）
- 喜劇 男の泣きどころ（1973年、松竹）- 山田菊太郎
- 宮本武蔵（1973年、松竹）- 岩間角兵衛
- 青春の門（1975年、東宝）- 早竹先生
- 天保水滸伝 大原幽学（1976年、大映映画）- 笹川繁蔵
- 石坂浩二の金田一耕助シリーズ（東宝）
  - 犬神家の一族（1976年）- 橘署長
  - 悪魔の手毬歌（1977年）- 立花捜査主任
  - 獄門島（1977年）- 等々力警部
  - 女王蜂（1978年）- 等々力警部
  - 病院坂の首縊りの家（1979年）- 等々力警部
  - 犬神家の一族（2006年）- 等々力署長
- 犬笛（1978年、三船プロ）- 浜田教官
- お吟さま（1978年、宝塚映画）- 施薬院全宗
- 火の鳥（1978年、東宝）- カマムシ
- 日蓮（1979年、松竹）- 弥三郎
- 古都（1980年、東宝）- 水木弥平
- 土佐の一本釣り（1980年、松竹）- 千代亀
- 幸福（1981年、東宝 / フォーライフ）- 剣持刑事課長[16]
- 化石の荒野（1982年、東映）- 松木安男
- ハイティーン・ブギ（1982年、東宝）- 野々宮
- 迷走地図（1983年、松竹）- 鍋屋健三
- 男はつらいよ 夜霧にむせぶ寅次郎（1984年、松竹）- 金吾
- 零戦燃ゆ（1984年、東宝）- 宇垣纏
- 伽倻子のために（1984年、劇団ひまわり）- イム・キュス
- ロケーション（1984年、松竹）- 原
- ゴジラ（1984年、東宝）- 笠岡通産大臣[17][1]
- 乱（1985年、東宝）- 畠山小彌太
- 夢千代日記（1985年、東映）- 藤森
- 竹取物語（1987年、東宝）- 藤原の大國[18]
- ダウンタウン・ヒーローズ（1988年、松竹）- 警察署長
- 悲しい色やねん（1988年、東映）- 山田期雄
- 226（1989年、松竹）- 香椎浩平
- 社葬（1989年、東映）- 谷政明
- 江戸城大乱（1991年、東映）- 稲葉正則
- 天河伝説殺人事件（1991年、東宝）- 仙波警部補
- 釣りバカ日誌シリーズ（松竹）- 秋山鉄蔵専務
  - 釣りバカ日誌3（1990年）
  - 釣りバカ日誌4（1991年）
  - 釣りバカ日誌5（1992年）
  - 釣りバカ日誌6（1993年）
  - 釣りバカ日誌スペシャル（1994年）
  - 釣りバカ日誌7（1994年）
  - 釣りバカ日誌8（1996年）
  - 釣りバカ日誌10（1998年）
  - 花のお江戸の釣りバカ日誌（1998年）- 庄内藩家老役で出演
  - 釣りバカ日誌イレブン（2000年）
  - 釣りバカ日誌12 史上最大の有給休暇（2001年）
  - 釣りバカ日誌13 ハマちゃん危機一髪!（2002年）
  - 釣りバカ日誌14 お遍路大パニック!（2003年）
  - 釣りバカ日誌15 ハマちゃんに明日はない!?（2004年）
  - 釣りバカ日誌16 浜崎は今日もダメだった♪♪（2005年）
  - 釣りバカ日誌17 あとは能登なれハマとなれ!（2006年）
  - 釣りバカ日誌18 ハマちゃんスーさん瀬戸の約束（2007年）
  - 釣りバカ日誌20 ファイナル（2009年）
- 帰ってきた木枯らし紋次郎（1993年、東宝）- 木曽の伝吉
- XX ダブルエックス 美しき凶器（1993年、東映ビデオ/東映）
- 八つ墓村（1996年、東宝）- 轟警部
- おもちゃ（1999年、東映）- 北山の大尽
- どら平太（2000年、東宝）- 内島舎人
- 千年の恋 ひかる源氏物語（2001年、東映）- 右大臣
- 走れ!イチロー（2001年、東映）- 伊岡丈治
- 蟬しぐれ （2005年、東宝）- 里村左内
- 日本沈没（2006年、東宝）- 山城教授
- あおげば尊し（2006年、テンプリント、スローラーナー）- 光一の父
- モノクロームの少女（2009年、モノクロームの少女フィルムパートナーズ）- 諸橋虎二郎

### テレビドラマ
- ダイヤル110番 (日本テレビ)
  - 第24話「拳銃」（1958年）
  - 第47話「遺留品」（1958年）
  - 第54話「獅子舞」（1958年）
  - 第65話「罠」（1958年）
  - 第75話「捜査一課十号室」（1959年）
  - 第77話「自首して来た男」（1959年）
  - 第82話「三番目の男」（1959年）
  - 第90話「夜が恐い」（1959年）
  - 第93話「赤い爪」（1959年）
  - 第105話「地面師」（1959年）
  - 第110話「消えた炎」（1959年）
  - 第117話「分け前」（1959年）
  - 第126話「危険な贈り物」（1960年）
  - 第144話「非常線」（1960年）
  - 第146話「狼」（1960年）
  - 第148話「上野発22時15分」（1960年）
  - 第185話「渦線を追って」（1961年）
  - 第189話「万引部隊」（1961年）
  - 第200話「警視101現場に在り」（1961年）
  - 第225話「警らこと始め」（1962年）
  - 第289話「大阪連続放火事件」（1963年）
  - 第329話「初警ら異聞」（1964年）
- 事件記者 第6話「誤報」（1958年、NHK総合）- 斎木
- ウロコ座 第97 - 99話「五重塔」（1958年、KR）
- ヤシカゴールデン劇場 / ジーキル博士とハイド氏（1958年、日本テレビ）
- お好み日曜座 (NHK総合)
  - 大川仇討（1959年）
  - ゴーマンな妖精（1959年）
- 日曜大法廷 第1話「森の石松殺人事件」（19599年、NET）
- 夫婦百景 (日本テレビ)
  - 第49話「停年夫婦」（1959年）
  - 第65話「ワンワン夫婦」（1959年）
- 心に詩あり 第12話「燃えなん我が胸」（1959年、NET）
- ミステリー影 (毎日放送)
  - 重たい影（1959年）
  - 現行犯（1959年）
- ゴールデン劇場 / ウェディング・ドレス（1959年、日本テレビ）
- 風流交差点 / 秋風吹けど（1959年、NET）
- スリラー劇場・夜のプリズム (日本テレビ)
  - 第45話「作並」（1959年）
  - 第50話「虫臣蔵」（1959年）
  - 第61話「ぬれた女」（1960年）
  - 第83話「消えない影」（1960年）
  - 第102話「谷間」（1960年）
- 指名手配 第6話「誘い出し強殺事件」（1959年、NET）
- 西鶴師走噺より 第4話「遊興の果て」（1959年、NHK総合）
- ここに人あり 第117話「黒い芽」（1959年、NHK総合）
- これが真実だ 第4話「ニイタカヤマノボレ!! 真珠湾攻撃隊」（1959年、フジテレビ）
- ドキュメンタリードラマ・裁判 / 鉄路に訊け（1959年、KR）
- 落語太平記 第17話「恋患い無情の枯木」（1959年、KR）
- 慎太郎ミステリー・暗闇の声 / 分身（1960年、KR）
- 日本剣豪列伝 第7話「柳生宗厳と松田織部之助」（1960年、KR）
- 東芝土曜劇場 (フジテレビ)
  - 第50話「再起」（1960年）
  - 第128話「宿家宿坊の終焉」（1961年）
  - 第163話「だにとダイヤモンド」（1962年）
- NECサンデー劇場 / 北海の人々（1960年、NET）
- テレビ劇場 (NHK総合)
  - 川を渡る風（1960年）- 製本屋主人栄吉
  - 風流紙芝居丹前（1961年）
  - 二度目の青春（1962年）
  - 利助の赤ん坊（1962年）
  - 伝法水滸伝（1963年）
  - 鳥人幸吉（1963年）
- おかあさん 第48話「蛇の夜」（1960年、TBS）
- 侍 第20話「槍一筋」（1961年、フジテレビ）
- テレビ指定席 (NHK総合)
  - 南の島に雪が降る（1961年）
  - 流人天国（1961年）- 勘助
  - 星に行った女（1962年）
  - 山の湖（1962年）
  - 喪われた街（1962年）
- 短い短い物語 第6話「魔術」（1961年、NET）
- 愛の劇場 第128話「屋根の下」（1962年、日本テレビ）- 須藤善吉
- 日立ファミリー劇場 (よみうりテレビ)
  - 柳はみどり（1962年）- 春風亭柳左
  - 太夫殿坂（1962年）
- 文芸劇場 (NHK総合)
  - 第52話「火山湖」（1962年）
  - 第59話「世はさまざまの」（1963年）
  - 第61話「この世で一番粋なこと」（1963年）
  - 第79話「夜の道」（1963年）
  - 第87話「石中先生行状記」（1963年）
  - 第97話「ちゃん」（1964年）
- 大河ドラマ（NHK総合）
  - 花の生涯（1963年）- 金子孫二郎
  - 赤穂浪士（1964年）- 堀部安兵衛
  - 源義経（1966年）- 悪七兵衛景清
  - 三姉妹（1967年）- 村田蔵六
  - 天と地と（1969年）- 長尾俊景
  - 草燃える（1979年）- 大庭景親
  - 元禄繚乱（1999年）- 進藤七郎右衛門
  - 風林火山（2007年）- 諸角虎定
  - 天地人（2009年）- 北高全祝
- 松本清張シリーズ・黒の組曲 第43話「失敗」（1963年、NHK総合）- 山村刑事
- 創作劇場 (NHK総合)
  - みちしるべ（1963年）
  - 五百羅漢（1963年）
  - 風来仙人 じぱんぐ紀行（1963年）
- こども劇場 第7話「のこぎり先生」（1963年、NHK総合）
- 東芝日曜劇場 (TBS)
  - 第356話「かげろうの日記遺文」（1963年）
  - 第366話「陰影」（1963年）
  - 第656話「戦いすんで日が暮れて」（1969年）
  - 第672話「一本刀土俵入り」（1969年）
  - 第722話「お別れよ」（1970年）
  - 第780話「三重ふり袖」（1971年）
  - 第1458話「いざ!兄弟たちよ」（1984年）
  - 第1486話「やぶ髯ないしょ話・パパ帰る」（1985年）
  - 第1563話「新婚旅行は三人で」（1986年）- 慎吾
  - 第1614話「恋のペガサス」（1987年）
  - 第1671話「母さん、これが息子の浪人生活です」（1989年）
  - 第1810話「秋・定年十年目の」（1991年）
- ポーラ名作劇場 (NET)
  - 第53話「見合いした女」（1964年）
  - 第64話「女の一生」（1965年）
- 浪曲ドラマ / 桂小五郎（1964年、NHK総合）
- 一千万人の劇場 / 案山子（1964年、フジテレビ）
- 近鉄金曜劇場 (TBS)
  - あやふやを愛す 36才の純情（1964年）
  - 破魔矢（1965年）
  - 父と子（1966年）
- 日産スター劇場 (日本テレビ)
  - やぶれ家族（1964年）
  - 花婿と人妻（1964年）
  - 江戸一番の大泥棒（1968年）
- NHK劇場 (NHK総合)
  - 恋すれば物語（1964年）
  - よみがえる夏（1966年）
- 坊つちやん（1965年、フジテレビ）- 山嵐
- 連続テレビ小説（NHK総合）
  - おはなはん（1966年 - 1967年）
  - なっちゃんの写真館（1980年） - 西城賢輔
  - 君の名は（1991年 - 1992年） - 永橋
  - 天うらら（1998年） - 大滝光次郎
- 剣 (日本テレビ)
  - 第4話「大阪夏の陣」（1967年）
  - 第8話「夕映え侍」（1967年）- 藤田一衛
  - 第15話「あだ花」（1967年）- 組頭・所沢
  - 第33話「狗」（1967年）
  - 第45話「博奕ざむらい」（1968年）- 正五郎親分
- 泣いてたまるか (TBS)
  - 第63話「ああ無名戦士!」（1967年）
  - 第10話「東京よいとこ」（1968年）
- 日本剣客伝 第3話「上泉伊勢守」（1968年、NET / 東映）- 白雲斎
- 五人の野武士 第2話「剣豪 暁の対決」（1968年、日本テレビ / 三船プロ）- 筒井左源太
- ポーラテレビ小説 パンとあこがれ（1969年、TBS）- 野口先生
- 無用ノ介 第14話「無用ノ介 危機一髪」（1969年、日本テレビ / 国際放映）- 石黒主水
- プレイガール（12ch / 東映）- 河豚田繁警部
  - 第31話「東京おんな番外地」（1969年）
  - 第56話「女が骨までしゃぶるとき」（1970年）
  - 第87話「おんな命の預け方」（1970年）
  - 第108話「情事は殺しの後にしろ!」（1971年）
  - 第129話「凄さ世界一女」（1971年）
  - 第138話「魚は陸で、女は海で釣れ」（1971年）
  - 第147話「裏切り者は骨まで砕け」（1972年）
  - 第175話「河豚田警部の初恋」（1972年）
  - 第202話「強くあれ! 汝の敵は男なり」（1973年）
- 五番目の刑事 第6話「ジュクに張り込め」（1969年、NET / 東映）- 矢島
- 東京バイパス指令 第64話「鬼」（1970年、日本テレビ / 東宝）
- 鬼平犯科帳（NET / 東宝）
  - 第1シリーズ 第10話「女掏摸（めんびき）お富」（1969年）- 霞の定五郎
  - 第1シリーズ 第61話「あほうがらす」（1970年）- 宗六
  - 第2シリーズ 第7話「夜狐」（1971年）- 井坂孫兵衛
- キイハンター 第180話「レッツゴー! 真夜中の王様 死の行進」（1971年、TBS / 東映）- レマチュア共和国・ルウ書記官
- 大忠臣蔵 第36話「若き義士の母二人」他（1971年、NET / 三船プロ）- 建部政宇
- 気になる嫁さん 第11話「誓いの言葉を」（1971年、日本テレビ / ユニオン映画）- 高畠勘助
- 天皇の世紀 第6話「異国」（1971年、朝日放送）- 肥田浜五郎
- 青春をつっ走れ 第9話「番長トリデに殴りこめ!」（1972年、フジテレビ / 松竹）- 古川健造
- 荒野の素浪人 第43話「銃撃 落日の決闘」（1972年、NET / 三船プロ）- 加賀見監物
- 飛び出せ!青春 第33話「35点は落第点!!」（1972年、日本テレビ / 東宝）- 田村源作
- 後妻の泣きどころ（1973年6月30日、日本テレビ）- 小野
- 戦国ロック はぐれ牙 第3話「恨みの館に火を掛けろ」（1973年、フジテレビ / C.A.L）
- 子連れ狼（日本テレビ / ユニオン映画）
  - 第1部 第2話「乞胸お雪」（1973年） ※欠番作品
  - 第2部 第9話「女城」（1974年）- 井上筑後守
- 必殺シリーズ（朝日放送 / 松竹）
  - 必殺仕置人 第19話「罪も憎んで人憎む」（1973年）- 後藤庄三郎
  - 助け人走る 第16話「掏摸大一家」（1974年）
- 太陽にほえろ! （日本テレビ / 東宝）
  - 第83話「午前10時爆破予定」（1974年）- 大学病院・院長
  - 第254話「子連れブルース」（1977年）- 権藤昇平
  - 第592話「空白0.5秒」（1984年）- 警視庁監査委員長
- 水戸黄門 (TBS / C.A.L)
  - 第2部 第15話「叱られた黄門様 -山形-」（1971年）- 林平左ヱ門
  - 第5部 第15話「黄門さまの鬼退治 -岡山-」（1974年）- 稲川大膳
  - 第6部 第15話「ど根性河内節 -山形-」（1975年）- 高橋屋伝兵衛
  - 第25部 第30話「哀しい疵を抱く女 -本荘-」（1997年）- 塩村市兵衛
- 唖侍 鬼一法眼 第20話「影を追う花」（1974年、日本テレビ / 勝プロ）- 秋山俊斉
- 八州犯科帳 第12話「六地蔵で待つ女」（1974年、フジテレビ / C.A.L）- 雲取の五郎蔵
- 剣と風と子守唄 第25話「左源太賞金首」（1975年、日本テレビ / 三船プロ）- 亀井の万蔵
- なつかしき海の歌（1975年9月21日、TBS） - 新倉制作部長
- うわさの委員会（1975年11月30日、NHK総合）
- 夜明けの刑事 第86話「地上最強のカラテ 仕組まれた殺人のワナ」（1976年、TBS / 大映テレビ）- 遠山興業社長・遠山
- 赤い激流（1977年、TBS / 大映テレビ）- 江上刑事
- 江戸の旋風III 第26話「女狐仁義」（1977年、フジテレビ）
- 江戸を斬るIV 第8話「辻斬りは北辰一刀流」（1979年、TBS / C.A.L）- 嶋屋五兵衛
- 騎馬奉行（1979年 - 1980年、関西テレビ / 東映）- 神尾新兵衛
- 2年B組仙八先生（1981年、TBS）- 学年主任・内藤先生
- 火曜サスペンス劇場「父と子の炎」（1981年、日本テレビ / 松竹）- 平井捜査係長
- なにわの源蔵事件帳（1983年、NHK総合）- 厚木警部
- 土曜ワイド劇場（テレビ朝日）
  - 松本清張の断線（1983年、東映）- 立川刑事
  - 松本清張の葦の浮船（1984年、東映）- 刑事
  - 家政婦は見た! 23（2004年、大映テレビ） - 花田隆勝
- 特捜最前線 第359・360話「哀・弾丸・愛 7人の刑事たち」（1984年、テレビ朝日 / 東映）- 滝沢章吾
- 真田太平記（1985年 - 1986年、NHK総合 新大型時代劇）- 本多忠勝
- 若大将天下ご免! （1987年、テレビ朝日 / 東映）- 千葉周作
- 花のあすか組! 第1話「少女戦国に嵐吹く!」（1988年、フジテレビ / 東映）- 篠宮余一郎
- 長七郎江戸日記スペシャル 一心太助とご落胤・男一匹ここにあり（1988年、日本テレビ / ユニオン映画）
- 金田一耕助シリーズ（1990年 - 1998年、フジテレビ）- 磯川警部
- 七人の女弁護士 第1シリーズ 第1話「女子大生レイプ殺人の華麗な推理 有罪率99%の逆転法廷!」（1991年、テレビ朝日 / PDS）
- さすらい刑事旅情編IV 第2話「女流漫画家の秘密・週末特急に乗る娘」（1991年、テレビ朝日 / 東映）
- 凪の光景（1992年、東海テレビ / 東宝）
- ドラマ新銀河（NHK総合）
  - いつか花嫁（1993年）- 津坂善吉
- 鬼平犯科帳 第8シリーズ 第4話「眼鏡師市兵衛」（1998年、フジテレビ / 松竹）- 市兵衛
- 藤沢周平の人情しぐれ町（2001年、NHK総合）- 宗右衛門
- 真夜中は別の顔（2002年、NHK総合) - 足利義忠
- 女と愛とミステリー 坊さん弁護士・郷田夢栄（2003年 ‐ 2004年、テレビ東京） ‐ 郷田円真
- 農家のヨメになりたい（2004年、NHK総合）- 桜井辰次
- こちら本池上署（2005年、TBS）- 山根銀蔵
- 松本清張ドラマスペシャル・波の塔（2006年、TBS）- 林弁護士
- 監査法人（2008年、NHK総合）- 鈴木会計士
- 6時間後に君は死ぬ（2008年9月、WOWOW）- 藤堂重久
- 雪冤（2010年、テレビ東京）- 秋山鉄蔵
- パンドラIII 革命前夜（2011年10月、WOWOW）- 鴻池元総理
- 最後のカチンコ〜新藤兼人・乙羽信子〜（2012年、NHK BSP）- 新藤兼人
- 大岡越前（2013年、NHK BSP / C.A.L）- 吉本作左ヱ門
- 東京が戦場になった日（2014年3月15日、NHK総合 NHKスペシャル特集ドラマ）- 主演・高木徳男 役
- 吉原裏同心 第四回「年季明け」（2014年、NHK総合）- 栄蔵
- 闇の狩人（2014年、時代劇専門チャンネル）- 釜塚の金右衛門

### テレビアニメ
- 新宝島（1965年、フジテレビ）- 海賊シルバー（狼）[19]

### 劇場アニメ
- オーディーン 光子帆船スターライト（1985年、鈴鹿武）
- TAMALA2010 a punk cat in space（2002年、ノミノス教授 / ゾンビ・ネコ）

### 吹き替え
- アンタッチャブル（アメリカテレビドラマ、NET）- ゲストスターのダン・デュリエなど2つのエピソードに声の出演。
- 冒険者たち（1971年、フジテレビ）- ローラン：リノ・ヴァンチュラ
- 警部マクロード（1975年 - 1977年、NHK総合）- ピーター・B・クリフォード：J・D・キャノン
- ワイルド・アパッチ - マッキントッシュ：バート・ランカスター
- わが道を行く TVシリーズ（1963年 - 1964年）オマリー神父: ジーン・ケリー

### ラジオ
- 日本沈没（1973年 - 1974年、毎日放送制作、ニッポン放送系列放送）- 田所博士
- 加藤武のラジオ国語辞典（TBSラジオ 山田二郎ワイドで勝負!90分の番組内コーナー、1976年10月〜1977年3月）- パーソナリティ
- わが人生に乾杯!（2009年1月7日、NHKラジオ第1）

### ドキュメンタリー
- NHKスペシャル 病の起源 第2集 骨と皮膚の病〜それは“出アフリカ”に始まった〜（2008年4月20日、NHK総合）- ナビゲーター

### 舞台
- 怪談 牡丹燈籠
- 夏の盛りの蝉のように（2014年）- 葛飾北斎

## 著作ほか
- 『昭和悪友伝』（1976年、話の特集）
- 『街のにおい 芸のつや』（1993年、新しい芸能研究室） ISBN 490007618X
- 『悪ガキ少年の俳優志願－芝居大好き』（1995年、ポプラ社 新・のびのび人生論）ISBN 459104906X
- 『加藤武 芝居語り』（2019年、筑摩書房）- 市川安紀編著、生前最後のインタビューをまとめた